# Federația Spaniolă de Baschet
Federația Spaniolă de Baschet (Federación Española de Baloncesto; FEB) este organismul care gestionează baschetul în Spania. FEB se ocupă cu organizarea competițiilor de baschet și dezvoltarea baschetului în țară.